# بند (زبان‌شناسی)
بند، فراکرد یا جمله‌واره (در متون قدیمی‌تر جمله ساده) عبارتی است شامل یک نهاد و یک گزاره.
بندها عنصر اصلی ساخت جمله‌ها هستند. یک جمله می‌تواند از یک یا چند بند ساخته شود.
بندها در زبان فارسی دارای سه نقش گوناگونند:
۱-بند وصفی که اسم را توصیف می‌کند.
۲-بند قیدی که، به عنوان قید جمله، کل جمله را توصیف می‌کند.
۳-بند متممی که یکی از وابسته‌های مستقیم یا متمم‌های فعل به‌شمار می‌آید.

## ساختار بندها
یک بند، بسته به نوع فعل خود، می‌تواند ساختار و اجزای مختلفی داشته باشد. کوچکترین بند می‌تواند شامل یک فاعل به عنوان نهاد و یک فعل به عنوان گزاره باشد.
مهم‌ترین ساختارهای فراکرد به شرح زیر هستند:
- نهاد (فاعل) + فعل ناگذر (مثال: متین رفت)
- نهاد (مسندالیه) + مسند + فعل اسنادی (مثال:متین عاشق شد)
- نهاد (فاعل) + مفعول مستقیم + فعل گذرا (مثال: متین بهار را دوست دارد)
- نهاد (فاعل) + مفعول مستقیم + مفعول غیر مستقیم + فعل دوگذرا (مثال: متین گل را به بهار داد)
- نهاد (فاعل) + مفعول مستقیم + مسند مفعول + فعل ربطی مفعولی (مثال: متین بهار را زیبا خواند)

همان‌طور که مشاهده می‌شود نوع فعل تأثیر مستقیمی بر اجزای فراکرد دارد.
در تمام ساختارهای بالا فاعل و مسندالیه در نقش نهاد هستند. به فراکردی دارای مسندالیه است بند اسنادی (در متون قدیمی جمله اسنادی) گفته می‌شود.

## گونه‌های بند
- بند پایه
- بند پیرو

## شبه‌بند
- شبه‌بند یا شبه جمله عبارتی است که دارای اجزای نهاد و گزاره نیست اما پیامی را منتقل می‌کند.

نمونه: چه باغ باصفایی!